# Enterická nervová soustava

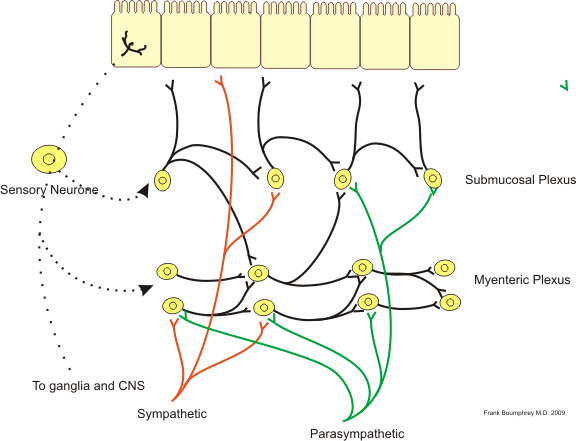
Schema nervové tkáně přítomné v stěně trávicí trubice: uvedeny jsou submukózní a myenterický plexus, tedy dvě složky enterické nervové soustavy, a dále sympatikus a parasympatikus, jež na ně mají přímý vliv

Enterická nervová soustava (ENS) je označení pro rozsáhlou nervovou tkáň nacházející se v trávicí soustavě obratlovců, ale v určité podobě i u většiny ostatních strunatců. Někdy se v nadsázce označuje za jeden ze čtyř „mozků“, které vytváří naši nervovou soustavu; její hlavní role spočívá v kontrole trávení a sekrece látek do trávicí trubice. Dvěma hlavními složkami enterické nervové soustavy jsou myenterická pleteň (v oblasti mezi kruhovou a podélnou svalovinou) a submukózní pleteň (v podslizničním vazivu). Lidská enterická nervová soustava obsahuje až 100 milionů nervových buněk, tedy asi tolik, kolik je nervových buněk v míše. ENS je pod kontrolou vegetativní nervové soustavy (sympatiku a parasympatiku) a sama produkuje velké množství různých neuropřenašečů.